# Moses Tanui
Moses Tanui, né le 20 août 1965 à Nandi au Kenya est un ancien athlète spécialiste des épreuves de longue distance. Il s'est illustré dans les années 1990 comme l'un des plus brillants coureurs de fond de sa génération. Il a couru sur les distances allant du 3 000 mètres au marathon. Tanui fut champion du monde du 10 000 mètres lors des Championnats du monde 1991 à Tokyo. Il a été le premier coureur à porter à terme le semi-marathon en moins d'une heure.

## Palmarès

### Championnats du monde d'athlétisme
- Championnats du monde d'athlétisme de 1991 à Tokyo
  -  Médaille d'or du 10 000 m.
- Championnats du monde d'athlétisme de 1993 à Stuttgart
  -  Médaille d'argent du 10 000 m.

### Championnats du monde de cross-country
- Championnats du monde de cross-country de 1990 à Aix-les-Bains
  -  Médaille d'argent en individuel
- Championnats du monde de cross-country de 1991 à Anvers
  -  Médaille d'argent en individuel

### Autres
- Champion du monde de semi-marathon en 1995 à Belfort-Montbéliard
- Vainqueur de la 100e édition du Marathon de Boston en 1996
- Vainqueur de 102e édition du Marathon de Boston en 1998

### Records
- Record du monde du semi-marathon en 59 min 47 s en 1993 à Milan.